# 斯普林菲尔德 (科罗拉多州)
斯普林菲尔德（英語：Springfield），是美国科罗拉多州巴卡县下属的一座城市。建市于1889年1月16日，面积大约为1.123平方英里（2.909平方公里）。根据2010年美国人口普查，该市有人口1,451人。2011年估计该市有人口1,454人，相比2010年人口增长率为0.21%。同时，论人口该市是科罗拉多州第126大城市。